# Mannens-Grandsivaz
Mannens-Grandsivaz (toponimo francese, fino al 1953 Mannens; in tedesco Grossenwald, desueto) è stato un comune svizzero del Canton Friburgo, nel distretto della Broye.

## Storia
Il comune di Mannens-Grandsivaz è stato istituito nel 1831 con la fusione dei comuni soppressi di Grandsivaz e Mannens; nel 2004 è stato a sua volta accorpato al comune di Montagny.

## Società

### Evoluzione demografica
L'evoluzione demografica è riportata nella seguente tabella:
Abitanti censiti